# 拉布大林街道

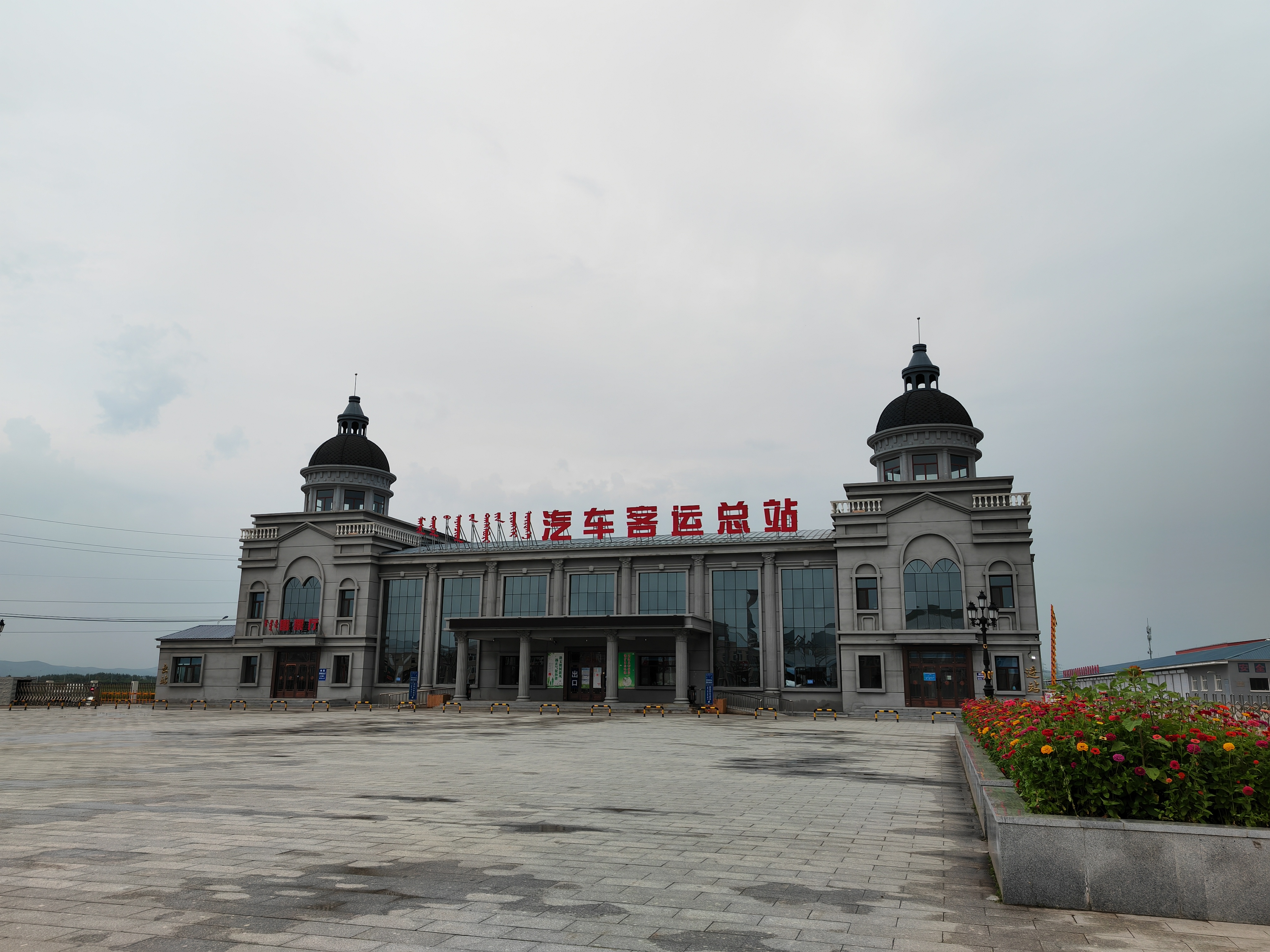
拉布大林街道汽车客运总站

拉布大林街道是中华人民共和国内蒙古自治区呼伦贝尔市额尔古纳市下辖的一个街道办事处。

## 行政区划
拉布大林街道下辖以下村级行政区划单位：
兴达社区、平安社区、广安社区、新华社区、农垦社区和新城村。